# El Gráfico
El Gráfico fue una clásica revista deportiva argentina, nacida como publicación semanal en mayo de 1919 —hasta 2002, cuando pasó a ser mensual—, que se publicó por última vez en enero de 2018. Tuvo una tirada que rondó los 23 000 ejemplares. Fue una de las publicaciones deportivas más antiguas y respetadas, cuya fama trascendió la Argentina y se instaló en Latinoamérica. La Fundación Konex le otorgó a la revista en 1980 una Mención Especial de la primera edición de los Premios Konex por su importante contribución a la historia del deporte argentino.

## Historia

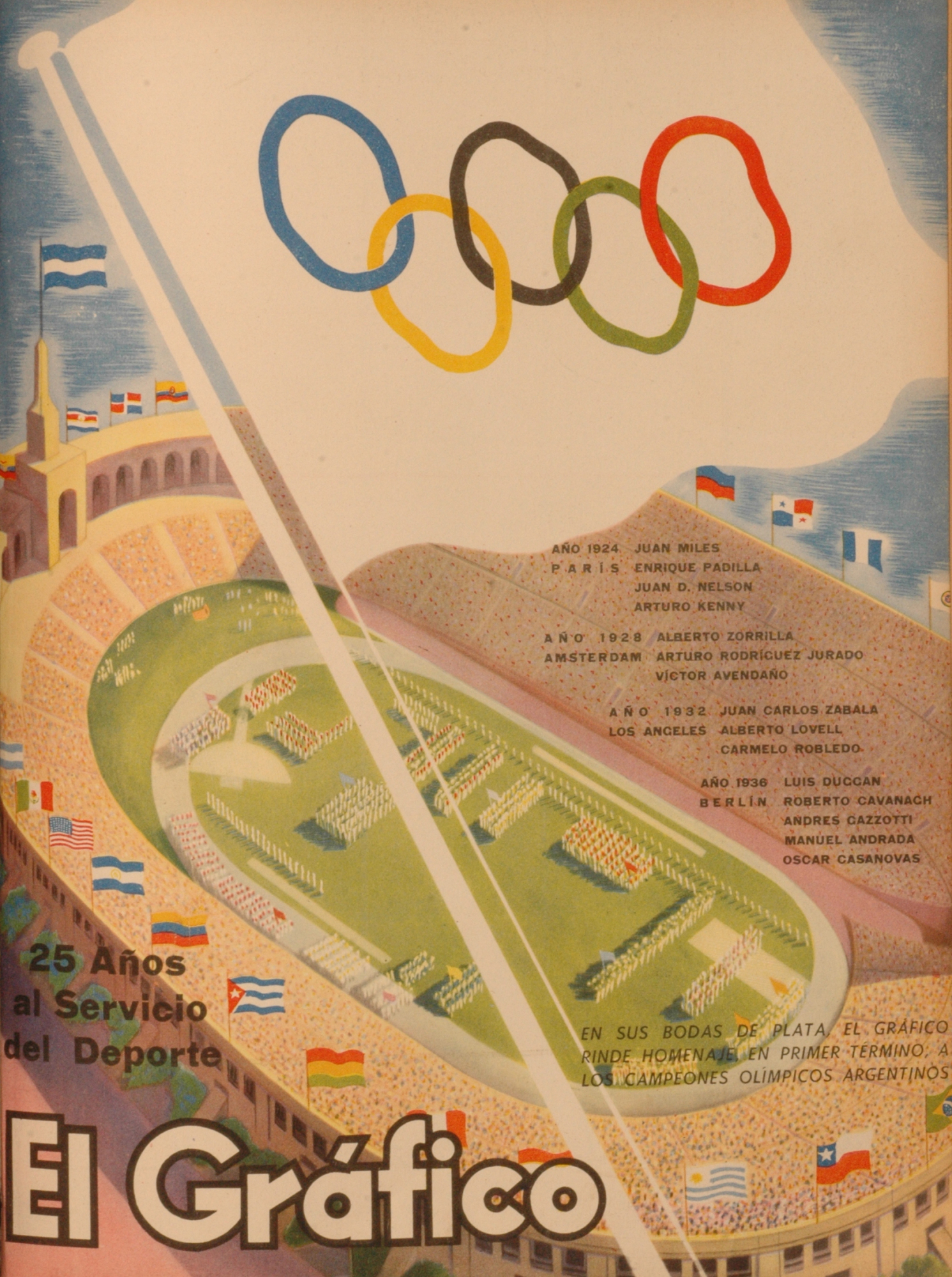
25 años de la revista El Gráfico.

El Gráfico fue fundada el 30 de mayo de 1919 por Constancio C. Vigil, para Editorial Atlántida. Constancio Vigil, uruguayo nacido en Rocha, fundó la revista Atlántida el 7 de marzo de 1918 con buenos resultados, pero la semana trágica de 1919 paralizó las actividades y lo convenció de la necesidad de adquirir una imprenta. Ya con ella, creó en mayo la segunda revista de su empresa: El Gráfico. En noviembre surgiría Billiken y en 1922 lo seguiría Para ti. Gente lo haría en 1965. En la portada del N.º 1 de El Gráfico (30 de mayo de 1919), se lee «ilustración semanal argentina». Las doce páginas solo contenían fotos y epígrafes, de ahí su denominación, que no tenía nada que ver con el deporte. En una época con textos poco amenos y diagramaciones rígidas, la nueva publicación se destacaba por su despliegue gráfico y agilidad. Era innovadora, de ahí su éxito. Nacida como una revista de interés general, se volcó definitivamente al deporte en 1925. Se mantuvo como publicación semanal hasta marzo de 2002. Desde entonces, es mensual.
La mayor venta de ejemplares corresponde al título mundial ganado en México 86: 800 000. Lo sigue el título en 1978: 595 924. Diego Maradona es el personaje con más tapas en los 90 años: acumula 134. Lo siguen Daniel Passarella (58) y Norberto Alonso (54). Según la página web de la propia revista, el primer futbolista mencionado en sus páginas fue Ennis Hayes, uno de los máximos goleadores de la historia de Rosario Central.
Desde un inicio, la revista adoptó un discurso para interpretar el fútbol en el que se contraponían el estilo "criollo" y el estilo "británico", lo que influyó decisivamente en el imaginario popular y en la forma actual de ver y apreciar el fútbol que tiene la población del país. El investigador Eduardo Archetti dice al respecto:

El estilo "criollo" descansa sobre la elegancia y la improvisación mientras que el "británico" expresa la fuerza y la disciplina. Estos valores opuestos son presentados como estilos alternativos que reflejan virtudes masculinas diferentes. Paralelamente, se presenta el significado del culto al "pibe" como creador, en el potrero, del estilo "criollo".

A mediados de 1998, la editorial Atlántida vendió El Gráfico a Torneos y Competencias. En 2002, en medio de la crisis económica, la revista dejó de publicarse semanalmente para pasar a ser mensual.
El 16 de enero de 2018 Torneos anunció el cierre de la edición en papel de la revista.
Desde entonces, El Gráfico continuó generando contenido de valor y rememorando el mejor material de Archivo desde el su sitio web. Durante el 2020 se inició una nueva etapa, llevar este medio icónico nuevamente al centro del periodismo deportivo nacional y para ello implementó una campaña de relanzamiento de El Gráfico en las redes sociales. Desde ese entonces, se trabaja en reposicionar la marca “El Gráfico” en el ámbito digital a través de la combinación de materiales inéditos y exclusivos del Archivo de la revista con toda la información deportiva del presente.

### Edición especial: Fútbol vs Alzheimer
En septiembre de 2019 la revista El Gráfico realizó una edición especial con una selección de diez artículos sobre acontecimientos futbolísticos históricos, intervenidos con ejercicios de estimulación cognitiva y reminiscencia, destinados a personas con Alzheimer. Se imprimieron 10 000 ejemplares que fueron distribuidos de forma gratuita en centros de adultos mayores de todo el país. La edición especial se realizó bajo el lema «Fútbol vs Alzheimer - La pasión vence al olvido». También se ofreció una edición de formato digital que se puede descargar desde www.futbolvsalzheimer.org.ar

## Periodistas especializados
En El Gráfico han escrito notables periodistas especializados como:
| - Dante Panzeri - Félix Daniel Frascara - Borocotó - Alberto Salotto - Julio Martínez Vázquez - Federico Kirbus - Ronald Hansen - Ampelio Liberali - Emilio Lafferranderie - Diego Bonadeo - Nicanor González del Solar - Héctor Vega Onesime - Máximo Sáenz - Luis A. Hernández - Osvaldo Ardizzone - Peter Clutterbuck - Ernesto Cherquis Bialo ("Robinson") - Julio César Pasquato ("Juvenal") - Hugo Mackern ("Free-Lance") - Piri García - Osvaldo Ricardo Orcasitas ("O.R.O.") (impulsor de la Liga Nacional de Básquetbol en Argentina desde El Gráfico, junto a León Najnudel y Enrique Nocent) - Jorge Ventura - Carlos Marcelo Thierry - José Luis Barrio | - Jack Barski - Guillermo Blanco - Roberto Daniel Fernández ("Defer") - Daniel Félix Galoto ("Daniel Garzón") - Marcelo Gimbatti - Carlos Irusta ("Gamarra") - Juan José Panno - Ernesto Patrono - Rubén Pietracupa ("Kupa") - José Antonio Prieto - Pablo A. Ramírez - Alejandro Del Bosco - Juan Arcidiacono - Orlando Ríos - Néstor Straimel - Juan Carlos Villa ("Banda Bow") - Luis Vinker - Eduardo Llana - Aldo Proietto - Daniel Dátola - César Litvak - Nilo Neder - Elías Perugino - Gustavo Béliz - Natalio Gorín - Juan Eduardo Perimbelli - Hugo Suerte - Daniel Arcucci | - Jorge Barraza - Víctor Hugo Candi - Adrián Maladesky - Rodolfo Piovera - Alfredo Alegre - Gonzalo Abascal - Miguel Ángel Rubio - Beto Tisinovich - Leonardo Burgueño - Héctor Collivadino - Eduardo Donadío - Alejandro Fabbri - Pablo Vignone - Alberto Cantore - Matías Aldao - Diego Borinsky - Darío Bombini - Guillermo Gorroño - Martín Casullo - Eduardo Verona - Maxi Goldschmidt - Martín Mazur - Matías Rodríguez - Tomás Ohanian - Marcos Villalobo - Esteban Peicovich |

También, participaron destacados fotógrafos, tales como Ricardo Alfieri hijo, Eduardo Frías, Eduardo Giménez, Antonio Legarreta, Héctor Maffuche, Guillermo Rondini, Carlos Flores, Héctor Carballo, Gerardo Prego, Humberto Speranza, Gerardo Horovitz, Oscar Mosteirín, Usaburu Kikuchi, entre otros.

## Características
La revista estaba orientada al público masculino y concedía prioridad absoluta al fútbol. Ello no significaba que no tenía una cobertura completa de otros deportes, en especial de aquellos de mayor popularidad en la Argentina, como el tenis, el boxeo, el básquet, el automovilismo, el rugby, y el hockey sobre césped femenino.

## Estructura

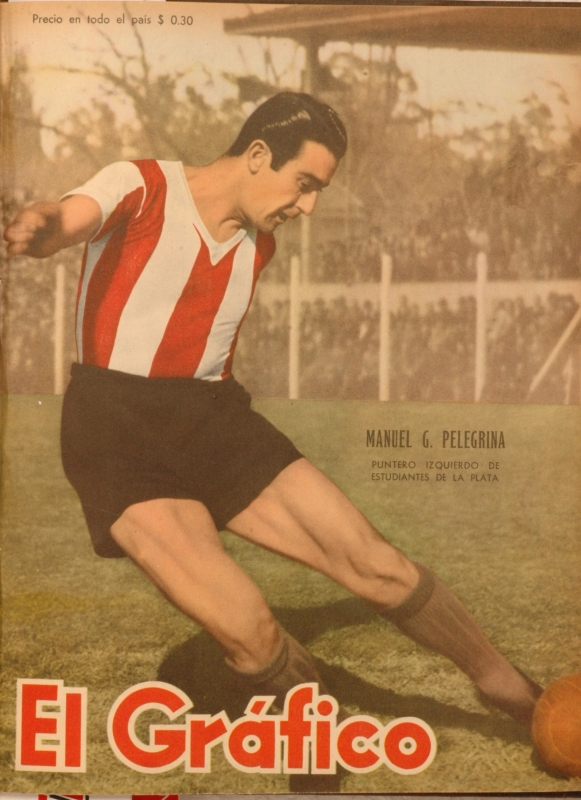
Una tapa de El Gráfico, de la década de 1940, mostrando al futbolista Manuel Pelegrina.

Anteriormente, la revista contaba con 122 páginas más tapas, entre las que aparecían varias secciones:
- Ensayo Fotográfico: Imágenes espectaculares sobre un tema determinado, para abrir la edición.
- Onside: Curiosidades y noticias breves. Secciones fijas: Los Hits (jugadores destacados del mes), Descubriendo a (promesa del fútbol argentino), El Medallero, Argengoles.
- 100x100: Entrevista en formato 100 preguntas. Una de las secciones más conocidas y leídas de la revista.
- Fiebre Argentina: Doble página con un seguimiento infográfico a algún futbolista argentino destacado en el exterior.
- Nota de Tapa: El personaje o tema abordado en la portada, con gran despliegue fotográfico y despieces. De 8 a 12 páginas.
- Confieso que he Aprendido: Entrevista en formato primera persona, con consejos y anécdotas de personajes con historia.
- Disparador: Moderno abordaje de un tema candente, estilo pizarrón, por alguno de los periodistas del personal.
- Joyas del Archivo: Republicación de alguna de las ricas imágenes del arcón de los recuerdos de El Gráfico, con su contexto histórico.
- La Nota de los Lectores: Entrevista a un personaje a través de las preguntas que hicieron los lectores a través del sitio web, formato gráfico estilo web.
- De la A a la Z: Un repaso a la carrera y la vida de un futbolista extranjero, en formato diccionario.
- Auto-In: Lo mejor del automovilismo argentino y mundial.
- Tercer Tiempo: El mundo de los medios, radio, televisión, diarios, revistas e Internet. Libros, videojuegos, humor.
- Síntesis: Para coleccionar, las síntesis de todos los partidos del torneo argentino.
- Stop: Opinión, anécdotas y visiones del secretario general de redacción.
- Jugadorazos: Notas históricas en las que se abordaba la trayectoria de una gloria del pasado. Pasaron por la sección, entre otros, Ricardo Infante, Angel Perucca, Eliseo Mouriño y Julio Libonatti.

## Navegador de tapas
Desde mayo de 2009, El Gráfico se convirtió en la primera revista argentina en subir todas sus portadas a la web, en un navegador de tapas con un buscador que permite visualizar e imprimir las más de 4000 tapas de la historia.

## Coberturas históricas
Para celebrar su 90.º aniversario, el sitio de El Gráfico presentó un proyecto bautizado «90 años en las páginas de El Gráfico» en el que se pueden navegar 90 grandes coberturas de la historia de la revista.